# Une nuit au paradis
Pour plus de détails, voir Fiche technique et Distribution.
Une nuit au paradis est un film franco-allemand réalisé par Pierre Billon et Karel Lamač, sorti en 1932.

## Fiche technique
- Titre : Monsieur, Madame et Bibi
- Titre original : Eine Nacht im Paradies
- Réalisation : Pierre Billon et Karel Lamač
- Scénario : Hans Bergmann, Pierre Billon, Adolf Lantz, Walter Schleebr, Walter Wassermann et Joe Wilkin
- Dialogues : Pierre Billon
- Photographie : Otto Heller
- Musique : Marc Roland
- Pays d'origine :  France -  République de Weimar
- Production : Vandor Film - Lothar Stark-Film GmbH (Berlin)
Ondra-Lamac-Film GmbH (Berlin)
- Durée : 90 minutes
- Date de sortie : France, 6 mai 1932

## Distribution
- Anny Ondra : Monique Béchue
- Robert Pizani : Alain Harris
- Marcel Carpentier : César Fluet
- Nadine Picard : Huguette Fluet
- Raymond Rognoni : M. Bechue
- Odette Talazac : Mme Béchue